# Benjamin Huggel
Benjamin Huggel, né le 7 juillet 1977 à Dornach, est un footballeur international suisse. 
Ce milieu de terrain fait ses classes de junior au FC Münchenstein (agglomération bâloise). Il joue ensuite une saison pour le FC Arlesheim (commune voisine de Münchenstein) avant de rejoindre le FCB en 1998. Après sept saisons au FC Bâle, il décide de tenter l’aventure à l’étranger et s’engage avec l’Eintracht Frankfurt. Il retourne dans le club de son cœur en 2007 après deux saisons en Bundesliga. 
Connu pour être un joueur grand, fort et surtout très combatif[non neutre], il est l'un des tout meilleurs milieux de terrains suisses et s'illustre particulièrement en équipe nationale avec Gökhan Inler sous la direction d'Ottmar Hitzfeld. Il est surnommé "le Gattuso des Alpes". Il arrête sa carrière en 2012.

## Carrière en club

### Débuts professionnels à FC Bâle (1998-2005)
Amateur évoluant au FC Arlesheim jusqu'en 1998, il entre un peu tardivement dans le monde du football professionnel à l'âge de 21 ans au FC Bâle. Il a auparavant reçu une formation de jardinier paysagiste. Par la suite, il conquiert progressivement son statut de titulaire, mais c'est lors de la saison 2000-2001 qu'il se révèle au milieu de terrain en marquant 8 fois en 29 apparitions en championnat. Cependant, il est touché par une série de blessures qui freine sa progression. Il participe tout de même à la Ligue des champions 2002-2003 aux côtés d'autres grands joueurs tels que Pascal Zuberbühler et les frères Yakin. Lors de la saison 2003-2004, il revient en marquant 8 buts en 32 matchs et la Coupe de Suisse et en connaissant ses premières sélections en équipe de Suisse. Grâce à ses performances, il rejoint l'Eintracht Francfort en 2005 après sept saisons passées au FC Bâle en jouant 151 matchs et marquant à 31 reprises, tout en gagnant trois fois le Championnat Suisse et deux fois la Coupe de Suisse.

### Expérience à Eintracht Francfort (2005-2007)
Avec Francfort, Huggel parvient à s'imposer en tant que milieu défensif. Il marque son premier but à l'occasion de son 51e match contre l'Alemannia Aix-la-Chapelle. 
Il est de retour au FC Bâle lors de la saison 2007-2008, pour un transfert au prix de 400 000 euros. Après avoir laissé les deux derniers titres au rival Zurich, l'équipe remporte à nouveau le titre de champion avec Huggel. Il arrête sa carrière en 2012.

## Carrière en équipe nationale

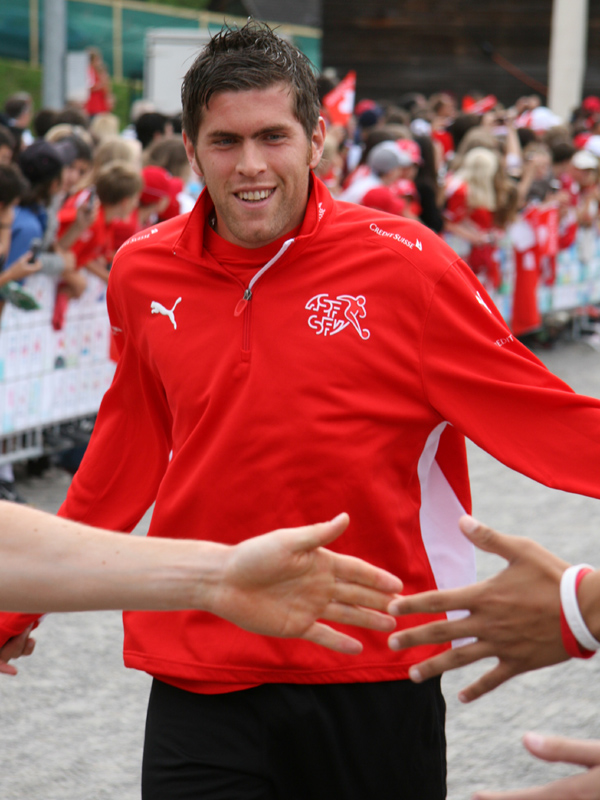
Huggel en 2008 en sélection suisse.

Benjamin Huggel honore sa première sélection le 20 août 2003 face à la France. Il est retenu pour l'Euro 2004 au Portugal en tant que titulaire. Il participe à la campagne qualificative des Suisses pour la Coupe du monde 2006 terminant successivement 2e de son groupe derrière la France. En match de barrage contre la Turquie, la FIFA le suspend pour six matchs pour la bagarre qui a éclaté après le match. Cette suspension le prive ainsi de la Coupe du monde 2006 en Allemagne. Il est rappelé par Köbi Kuhn lors du début de saison 2006-2007, pour la première fois depuis le match contre la Turquie, en match de préparation pour l'Euro 2008 en Suisse et en Autriche. Il est sélectionné pour le tournoi, mais ne dispute aucun match.
- Le sommet de sa carrière internationale avec Ottmar Hitzfeld (2008-2010)

L'entraîneur Ottmar Hitzfeld place Huggel en un des piliers du milieu de terrain suisse aux côtés de Gökhan Inler, il est alors un titulaire et participe grandement à la campagne qualificative pour le Mondial 2010. Mené 1-0, il marque son premier but international face à la Bulgarie en égalisant le 11 février 2009. Le 10 octobre 2009, il inscrit en qualification de la Coupe du monde 2010 en Afrique du Sud contre le Luxembourg, il inscrit son 2e but international (le 3-0) et de ce coup le millième but de l'histoire de l'équipe de Suisse. Le 14 novembre 2009 lors d'un match contre la Norvège, Huggel reprend le brassard de capitaine pour la première fois après la sortie d'Alexander Frei et l'absence de Christoph Spycher. Lors de la 13e 'Nuit du football suisse', Huggel reçoit le prix du meilleur joueur de l'équipe de Suisse de la saison 2009-2010. Le dernier point culminant de la carrière internationale de Huggel est la Coupe du monde 2010 en Afrique du Sud, où le numéro six suisse joue un rôle important dans le dispositif du coach Hitzfeld lors de la victoire historique contre l'Espagne, battu par la Suisse pour la première fois en 85 ans d'histoire.
Il annonce la fin de sa carrière internationale le 30 juillet 2010 après le retour du FC Bâle de Hongrie où les Bâlois ont gagné le match pour la qualification de la Ligue des champions contre Debrecen (2-0). Il a en effet expliqué qu'il devait économiser ses forces et pleinement se concentrer avec Bâle. Hitzfeld dit sur ce sujet : « J'aurais aimé pouvoir compter sur la classe et l'expérience de Huggel pendant les éliminatoires de l'Euro. Il n'était pas pour rien un titulaire incontesté au milieu du terrain ces deux dernières années. Mais lorsqu'un joueur de 33 ans dit souhaiter préserver ses forces pour son club qui est fortement engagé au niveau national et international, on se doit d'accepter cette décision. »

### Buts internationaux
| No. | Date            | Lieu                   | Adversaire | Nb but(s) | Score | Score final | Compétition                              |
| --- | --------------- | ---------------------- | ---------- | --------- | ----- | ----------- | ---------------------------------------- |
| 1.  | 11 février 2009 | Genève, Suisse         | Bulgarie   | 1 but     | 1-1   | 1-1         | Amical                                   |
| 2.  | 10 octobre 2009 | Luxembourg, Luxembourg | Luxembourg | 1 but     | 3-0   | 3-0         | Qualifications de la Coupe du monde 2010 |

Le but 3-0 marqué par Huggel contre le Luxembourg est le millième but de l'histoire de l'équipe de Suisse.

## Palmarès
Avec le FC Bâle
- Champion de Suisse : 2002, 2004, 2005, 2008, 2010 et 2011
- Vainqueur de la Coupe de Suisse : 2002, 2003, 2008, 2010 et 2012.

Avec l'Équipe de Suisse de football
- Participation à l'Euro 2004 au Portugal
- Participation à l'Euro 2008 en Suisse et en Autriche
- Participation à la Coupe du monde 2010 en Afrique du Sud (victoire historique, 1-0 contre l'Espagne)
- Meilleur joueur de l'équipe de suisse de la saison 2009-2010